# Cabina de suicidio
Una cabina de suicidio es una máquina ficticia para suicidarse. Las cabinas de suicidio aparecen en numerosos entornos de ficción, incluyendo la serie estadounidense Futurama y el manga GUNNM. Las cabinas de auto-ejecución también aparecen en un episodio de la serie de TV Star Trek titulado "El apocalipsis".
El concepto se puede encontrar ya en 1893 cuando se debatieron vigorosamente una serie de suicidios en los periódicos del Reino Unido. El crítico William Archer sugirió que en la Edad de oro habría máquinas tragaperras en las que un hombre podría suicidarse.
El escritor moderno Martin Amis provocó una pequeña controversia en enero de 2010 al abogar por "cabinas de suicidio" para ancianos. Escribió:

Habrá una población de ancianos con demencia, como una invasión de terribles inmigrantes, apestando los restaurantes, cafés y tiendas... Debe haber una cabina en cada esquina donde se pudiese conseguir un Martini y una medalla.

## Menciones tempranas
Tras la declaración de Archer en 1893, la historia de 1895 "El reparador de reputaciones", escrita por Robert W. Chambers, contó con el Gobernador de Nueva York hablando sobre el comienzo de la primera "Cámara Letal Gubernamental" en el año de 1920, después de la derogación de las leyes contra el suicidio:

"El gobierno reconoce el derecho del hombre a terminar una existencia que pudiese haberse convertido en algo intolerable para él, a través de sufrimiento físico o la deseperación mental." [...] Él hizo una pausa y volteó a la Cámara Letal blanca. El silencio en la calle era absoluto. "Ahí espera una muerte sin dolor a quien no soporta más las penas de su vida."

Sin embargo, como el protagonista quien relata la historia sufre de daño cerebral, permanece ambiguo si se trata del resultado de sus delirios o de algo real.
En Immortality, Inc. (1959), una novela escrita por Robert Sheckley, el protagonista despierta en un futuro extraño y, mientras recorre una Nueva York cambiada, se encuentra a sí mismo en lo que él piensa que puede ser una fila de comida pero que resulta ser una fila para una cámara de suicidio. En la película Freejack, basada en Immortality, Inc., no se muestran cabinas de suicidio como tales, pero se puede ver publicidad de servicios de "asistencia de suicidios". 
En la novela The Bull's Hour (1968) de Ivan Efremov, se refiere a las cabinas de suicidio como "palacios de muerte tierna", los cuales son comúnmente usados en el planeta Tormance para controlar el crecimiento poblacional.
En historias de Kurt Vonnegut se hace referencia a las cabinas de suicidio como "salones de suicidio ético de techos morados" un par de veces, en "Welcome to the Monkey House" y "God Bless You, Mr. Rosewater". En estos salones de suicidio ético, una persona recibe una comida gratis en el hotel Howard Johnson's más cercano antes de que se suicide. Es considerado un deber patriótico del ciudadano el suicidarse, nuevamente para combatir el crecimiento poblacional.
En la novela de John Christopher "La Ciudad de Oro y Plomo", esclavos humanos condenados en ciudades extraterrestres hacen uso voluntario del "sitio del feliz descanso" cuando ya no son capaces de servir. El esclavo muere al instante y es incinerado posteriormente.
En la película Cuando el destino nos alcance, se permite a la gente usar cámaras de suicidio como una forma agradable de eutanasia. El personaje Sol Roth (Edward G. Robinson) deja una nota diciendo que "irá a casa", un eufemismo para un "suicidio gubernamental aprobado" en una cabina. 

## Star Trek
En el episodio de Star Trek, "El Apocalipsis", las personas que se consideraban víctimas de guerra por el gobierno de Eminiar VII tenían que entrar a una cabina de suicidio. Las disposiciones de los tratados requieren que todo aquel que se clasifique como "muerto" en la guerra hipotética termonuclear simulada por computadora, en realidad mueren sin dañar ninguna estructura. Al final, las computadoras son destruidas, la guerra no puede seguir de esa manera, los tratados se rompen y comienza una amenaza real (supuestamente), la paz.
Después del suicidio en masa de Heaven's Gate, que se ligó a una extrema fascinación a la ciencia ficción y en particular a Star Trek, se declaró que en realidad se defendía un punto de vista anti-suicidio en El Apocalipsis.

## Futurama
En el mundo de Futurama, las cabinas de suicidio se asemejan a cabinas telefónicas, son llamadas "Stop-and-Drop" y tienen el precio de un cuarto de dólar estadounidense por uso. Las cabinas tienen al menos tres modos de muerte: "rápida y sin dolor", "lenta y horrible", y "contundentemente torpe". Asimismo, mencionan que los ojos pueden sacarse con un cargo extra. Después de que un modo de muerte es seleccionado y ejecutado, la máquina dice alegremente: "Ahora estás muerto. Gracias por usar "Stop-and-Drop", la cabina favorita de suicidios de América desde 2008".
La primera aparición de una cabina de suicidio en "Futurama" es en el primer episodio, Piloto espacial 3000. En él, el personaje Bender quiere usar una cabina. Otro personaje, Fry, confunde al principio la cabina de suicidio con una cabina telefónica, y Bender se ofrece a compartirla con él. Fry pide una "llamada colectiva" que la máquina interpreta como "lenta y terrible" muerte. Después se da a conocer que se puede sobrevivir a una "lenta y terrible" muerte al presionar el cuerpo contra un lado de la cabina, lo cual Bender reclama como una estafa. En "Futurama: Bender's Big Score", después de no poder atrapar a Fry en el año 2000, Bender quiere suicidarse, pero confunde una cabina de teléfono con una de suicidio. Otra cabina así reaparece durante el episodio "Fantasmas en las máquinas" de la sexta temporada. Bender se suicida en una cabina llamada Lynn, la cual sigue enfadada con él tras el término de su relación seis meses atrás; al pasar el tiempo, el fantasma de Bender regresa a su cuerpo. 
De acuerdo al cocreador de la serie Matt Groening, el concepto de la cabina de suicidio se inspiró por una caricatura del Pato Donald, Modern Inventions (1937), en la cual el Pato Donald visita un "Museo del Futuro" y casi muere al apretar muchos botones en un cuarto. La cabina de suicidio fue tan asociada con el personaje de Bender que en 2001 salió al mercado con una figura de acción del personaje. Asimismo, fue también una de las cosas que causó problemas a los ejecutivos de Fox cuando Groening y David X. Cohen lo mostraron por primera vez en la serie.

## Los Simpson
En el episodio "Million Dollar Abie" de Los Simpson, una máquina de suicidios llamada "diePod" (una broma al iPod) es mostrada. El diePod permite al paciente elegir el medio audiovisual que estará cuando el paciente entre en la máquina. También muestra tres diferentes modos: "muerte rápida sin dolor", "muerte lenta y dolorosa" y "Megadeath" (haciendo alusión a una banda de nombre similar).

## GUNNM
En la serie de GUNNM (también conocida como Battle Angel Alita), la cabina de suicidio está situada en Salem y es llamada "EndJoy". Mientras alguien entraba al "EndJoy" sonaba música tranquila y se mostraba un mensaje: "Bienvenido a EndJoy. Ahora sólo relájese y entre a la compuerta interior". De acuerdo al Dr. Rusell es derecho de cada "salemiano" terminar su vida si así lo desean. Usar el "EndJoy" es considerado un privilegio y la invención de una raza superior.

## Logan's Run
En la película Logan's Run, que se sitúa en el año 2274, los restos de la civilización humana viven en una ciudad sellada, una pseudo-utopía dirigida por una computadora que se encarga de todos los aspectos de su vida, incluyendo la reproducción. Los ciudadanos viven un estilo de vida hedonista, pero para mantener la ciudad cada residente debe pasar por el ritual del "Carrusel" a la edad de 30 años, donde son vaporizados con la promesa de ser "renovados". 

## En la realidad
Lo más cercano a una cabina de suicidio que se ha construido es la "Máquina de la Eutanasia", inventada por Philip Nitschke. Consiste en un software llamado "Deliverance", el cual pregunta al paciente de una serie de cuestiones y automáticamente administra una inyección letal si las respuestas son correctas. El sistema y las preguntas están diseñadas a manera de que el dueño de la máquina no pueda ser considerado responsable de terminar la vida del paciente, quien toma responsabilidad al usarla. 
La máquina fue legalizada por un periodo corto de tiempo y solamente fue construida para que aquellas personas sufriendo de enfermedades variadas para que terminaran con su vida.

Cápsula de suicidio asistido más moderna.

Poco después, Dr. Philip Nitshke, inventó otra máquina a consecuencia de ver tanta gente que sufría por enfermedades terminales. Esta máquina fue aprobada en Suiza, de los cuales ya lleva 3 generaciones distintas. Esta emplea nitrógeno y reduce el oxígeno de 21% a 1% en 30 segundos, de los cuales el paciente se duerme, y al cabo de unos 5 a 10 minutos cae en coma profundo y seguidamente muere. Esta máquina se desarrolló con máquinas de impresión 3D. No requiere la intervención de ninguna otra persona y el “usuario”, una vez se encuentra en el interior de la cápsula, no tiene más que mover una palanca para que el compartimento se inunde de nitrógeno. El sistema puede activarse también con un parpadeo en el caso de que la persona en su interior padezca algún tipo de parálisis que le impide accionar manualmente el mecanismo.

La muerte se produce por hipoxia e hipocapnia, privación de oxígeno y dióxido de carbono, respectivamente. No hay pánico ni sensación de ahogo.Por lo demás, todo son beneficios para el inventor de Sarco: “la máquina se puede remolcar a cualquier lugar para la muerte. Puede ser en un entorno idílico al aire libre o en las instalaciones de una organización de suicidio asistido, por ejemplo. La persona entrará en la cápsula y se acostará. Es muy cómodo. Se le hará una serie de preguntas y cuando haya respondido, podrá presionar el botón dentro de la cápsula activando el mecanismo cuando él decida hacerlo”.